# Diecéze Setúbal
Diecéze Setúbal (latinsky Dioecesis Setubalensis) je římskokatolická diecéze na území Portugalska se sídlem v městě Setúbal a s katedrálou P. Marie Milostné. Je sufragánní diecézí vůči arcidiecézi lisabonské. 

## Historie
Diecéze Setúbal byla zřízena 16. července 1975 papežem Pavlem VI. jako sufragánní vůči arcidiecézi lisabonské. 